# Linie (délková míra)
Linie je délková míra, která má rozměr 1/40 palce = 0,635 mm a která byla používána v knoflíkářské výrobě k určení rozměru knoflíku. Korpus, ze kterého se vysoustruží knoflík, neboli rondel o rozměru 12 linií má průměr 7,62 mm. Množství knoflíků se v knoflíkářských výrobnách počítalo na tucty a veletucty.
Míra se používala v českých zemích a například v USA. Na rozdíl od americké linie byla anglická linie (L nebo l nebo ‴ nebo lin.) obvykle chápána jako 1⁄4 zrna ječmene uznaná jako 1⁄3 palce a později jako 1⁄10 palce (již bez vztahu k ječmenovému zrnu).